# فهيمة سلطان
فهيمة سلطان (بالتركية الحديثة: Fehime Sultan) ـ (2 أغسطس 1875 ـ 15 سبتمبر 1929) هي ابنة السلطان العثماني مراد الخامس من زوجته الشركسية ميل ثروت قادين.

## زواجها
كان زواج فهيمة سلطان الأول من الداماد علي غالب باشا، وقد أقيم في قصر يلدز بالآستانة في 12 سبتمبر 1901، وانتهى هذا الزواج بطلاقها في أورطاكوي في 4 نوفمبر 1908، لتتزوج فيما بعد زواجًا مرغنطيًا (غير متكافئ) من محمود بهجت بك، الذي كان يصغرها بخمس سنوات، في قصر أورطاكوي في 5 يونيو 1910. ولم يحظَ هذا الزواج باعتراف عمها السلطان محمد الخامس، غير أن عمها السلطان محمد السادس اعترف به لاحقًا في سنة 1918. وقد كان لزوجها محمود بهجت بك ولد وبنت من زواج سابق، تبنتهما فهيمة سلطان بعد زواجها من أبيهما.

## النفي
بعد إلغاء الخلافة العثمانية في سنة 1924، رحلت فهيمة سلطان إلى المنفى في مدينة نيس الفرنسية، ولم تلبث أن توفيت في 15 سبتمبر 1929 من جراء داء السل، ودُفنت في مدينة دمشق.

## الآثار
يضم متحف قصر طوب قابي ثوبًا من ثيابها.